# 西湖站 (咸镜南道)
西湖站（韓語：서호역）是朝鮮民主主義人民共和國咸鏡南道咸兴市兴南区域西湖洞的一個鐵路車站，属于平罗线和西湖线。

## 邻近车站
平罗线
兴南站 - 西湖站 - 麻田站
西湖线
荷德站 - 西湖站